# Präzisionszucht
Präzisionszucht bzw. SMART Breeding oder MAS bezeichnet eine Form der Pflanzenzüchtung oder Tierzucht. SMART steht für „Selection with Markers and Advanced Reproductive Technologies“, MAS für „Marker assisted selection“. Bei der Auswahl der Elterngenerationen, die miteinander gekreuzt werden, verlassen sich die Forscher nicht mehr nur auf äußere Merkmale. Das Erbgut wird analysiert, um danach die passenden Kreuzungspartner auszuwählen.
Die Präzisionszucht basiert auf der gleichen Labortechnik wie zum Beispiel die Grüne Gentechnik, mit einem wichtigen Unterschied: Den Nachkommen werden am Ende keine artfremden Gene in die DNA eingebaut, so entstehen keine transgenen Organismen.

## Pflanzen

### Technik
Bei der Auswahl der passenden Pflanzen wird auf so genannte Genmarker gesetzt. Mithilfe kurzer, künstlich hergestellter DNA-Schnipsel (Sonden), die sich an spezifische Genmarker im Erbgut anheften, können die Forscher schnell erkennen, ob in einer Pflanze die gewünschten Genvarianten vorhanden sind. Da der Genmarkertest bereits bei jungen Keimlingen funktioniert, wird im Gegensatz zur traditionellen Züchtung, bei der erst der Aufwuchs der Pflanzen abgewartet werden muss, Zeit gespart. Ein Großteil der züchterischen Selektionsarbeit kann schon sehr früh im Labor erfolgen.
Eine wichtige Einschränkung dieser Technik ist, dass die gewünschten Gene bereits in einer Pflanze existieren müssen, um sie heranzüchten zu können.

### Beispiele
Anhand des Smart Breeding konnte von der Firma Monsanto eine Sojasorte entwickelt werden, die weniger Linolensäure produziert, die bei der Verarbeitung des Sojas für die schädlichen trans-Fettsäuren verantwortlich ist. Dem Internationalen Reisforschungsinstitut gelang die Züchtung einer Reissorte, die mehrere Wochen andauernde Überschwemmungen der Felder standhält. Die Präzisionszucht ist nicht auf Getreide beschränkt. So wurden für die Ketchup-Industrie Tomaten gezüchtet, die einen erhöhten Zuckergehalt besitzen. Hortresearch gelang die Entwicklung einer Apfelsorte mit rot gefärbten Fruchtfleisch.

## Tiere
In der Tierzucht wird MAS als genomische Selektion bezeichnet.